# Kushino Ryo
Ryo Kushino (sinh ngày 3 tháng 3 năm 1979) là một cầu thủ bóng đá người Nhật Bản.

## Sự nghiệp câu lạc bộ
Ryo Kushino đã từng chơi cho JEF United Chiba và Nagoya Grampus Eight.